# A Cure for Wellness
A Cure for Wellness is een Amerikaans-Duitse psychologische horrorfilm uit 2016 onder regie van Gore Verbinski.

## Verhaal
Lockhart (Dane DeHaan) is een ambitieuze jonge werknemer die de plaats in neemt van een collega die pas is overleden om zijn werkgever Pembroke (Harry Groener) op te halen uit een kuuroord in een afgelegen locatie in de Zwitserse Alpen. Als hij daar arriveert blijkt zijn baas spoorloos. Door een auto-ongeluk wordt Lockhart gedwongen om daar langer te blijven om het mysterie op te lossen. Gaandeweg zijn verblijf daar komt hij erachter dat er iets niet pluis is. Wanneer hij ontdekt dat in het kuuroord boosaardige taferelen afspelen, wordt zijn rol daar opeens gedwongen mee te werken als proefkonijn.

## Rolverdeling
- Dane DeHaan als Mr. Lockhart
- Jason Isaacs als Dr. Volmer
- Mia Goth als Hannah
- Ivo Nandi als Enrico (chauffeur)
- Adrian Schiller als Adjunct-directeur
- Celia Imrie als Victoria Watkins
- Harry Groener als Mr. Pembroke
- Tomas Norström als Frank Hill
- Ashok Mandanna als Ron Nair
- David Bishins als Hank Green
- Lisa Banes als Hollis
- Carl Lumbly als Wilson
- Tom Flynn als Humphrey
- Craig Wroe als Morris

## Achtergrond
In 2014 werd Gore Verbinski aangekondigd voor de regie en Justin Haythe als schrijver aan het script. Op 8 april 2015 werden Dane DeHaan en Mia Goth voor de film gecast. De film ging in première op 10 december 2016 op het Butt-Numb-A-Thon festival in Austin (Texas).